# Пашков, Георгий Иванович
Георгий Иванович Пашков (род. 2 сентября 1937, Гулькевичи, Азово-Черноморский край) — советский государственный и партийный деятель, член ЦК КП РСФСР, первый секретарь Курганского областного комитета КПСС (18 сентября 1990 года — август 1991 года).

## Биография
Георгий Иванович Пашков родился 2 сентября 1937 года в семье рабочего в посёлке Гулькевичи Гулькевичского района Азово-Черноморского края, ныне город — административный центр Гулькевичского городского поселения Гулькевичского района Краснодарского края.
Учился в Соколовской средней школе Гулькевичского района.
С 1951 года член ВЛКСМ.
В 1957 году окончил Ейский техникум механизации сельского хозяйства, получил специальность техника-электрика.
Трудовую деятельность начал электриком в межрайонной конторе «Сельэлектрострой» города Канска Красноярского края.
В 1957—1961 годах проходил службу на Тихоокеанском флоте.
С 1961 года член КПСС.
После окончания службы поступил на вечернее отделение электротехнического факультета Красноярского политехнического института, который окончил в 1968 году. Одновременно работал старшим техником специального конструкторского бюро в Красноярске.
С 1962 по 1973 годы работал инженером отдела главного механика того же предприятия. После стал начальником производственного бюро отдела главного энергетика завода телевизоров, начальником цеха,  а затем в 1973 году — секретарём парткома этого предприятия.
В июне 1975 года избран первым секретарём Октябрьского райкома КПСС города Красноярска.
В 1979 году поступил на заочное отделение Академии общественных наук при ЦК КПСС. Одновременно работал заведующим промышленным отделом Красноярского крайкома КПСС.
В 1984 году он был назначен инструктором отдела организационно-партийной работы ЦК КПСС в Москве.
С июня 1988 по 1990 годы работал вторым секретарём Курганского областного комитета КПСС.
18 сентября 1990 года избран первым секретарём Курганского областного комитета КПСС. Георгий Иванович Пашков внес большой вклад в социально-экономическое развитие Курганской области.
Деятельность КП РСФСР была приостановлена Указом Президента РСФСР от 23 августа 1991 года N 79 «О приостановлении деятельности Коммунистической партии РСФСР», а затем прекращена Указом Президента от 6 ноября 1991 года N 169.
Георгий Иванович Пашков — пенсионер.
С 2021 года — председатель Московской городской общественной организации пенсионеров, ветеранов войны, труда, Вооружённых Сил и правоохранительных органов (Московский городской Совет ветеранов, МГСВ). Член Попечительского совета Благотворительного фонда помощи гражданам с заболеваниями органа зрения и защиты их прав в сфере лечения и профилактики слепоты «Право на зрение». Соучредитель (с 3 мая 2011 года) и член Правления Регионального благотворительного общественного Фонда по поддержке социально незащищённых категорий граждан.
Георгий Иванович Пашков избирался:
- членом ЦК Коммунистической партии РСФСР
- членом исполкома Октябрьского районного Совета народных депутатов г. Красноярска
- депутатом Красноярского городского и областного Советов народных депутатов
- депутатом Курганского областного Совета народных депутатов.

## Награды и звания
- Орден Александра Невского (16 июля 2018 года) — за достигнутые трудовые успехи, активную общественную деятельность и многолетнюю добросовестную работу[8]
- Орден Трудового Красного Знамени
- Орден «Знак Почёта»
- Медаль «За строительство Байкало-Амурской магистрали»
- Орден Дружбы народов
- Знак отличия "За безупречную службу городу Москве" 2022